# مهندیگانج
مهندیگانج (به لاتین: Mehendiganj) یک منطقهٔ مسکونی در بنگلادش است که در استان باریسال واقع شده‌است.
 مهندیگانج ۱۷٫۳ کیلومتر مربع مساحت و ۳۳,۸۰۲ نفر جمعیت دارد.